# Uptodown
Uptodown est un portail international de téléchargement de logiciels de bureau et d'applications mobiles, créé le 20 décembre 2002, basé à Malaga, en Espagne.

## Histoire
Luis Hernández Garrido et Pepe Fernández Domínguez ont fondé Uptodown en 2002, grâce à un projet de l'école d'ingénieurs de l'université de Malaga, dans le but de proposer un catalogue en espagnol d'applications gratuites pour Windows, Mac et Ubuntu.
En 2006, elle a commencé son expansion internationale avec la traduction en anglais de son site web, qui sera accompagnée de versions locales en portugais, français, italien et allemand. Entre 2006 et 2010, dans le cadre de son internationalisation, Uptodown a conclu plusieurs accords pour gérer et servir de téléchargement vertical de sa technologie à divers médias, tels que Computer Hoy (Axel Springer) ou Ebay Espagne.
Les plateformes Android et iPhone ont été intégrées au contenu téléchargeable d'Uptodown en 2011, à la suite de l'émergence des smartphones dans le monde. La même année, Uptodown a commencé ses activités en Asie en incorporant des portails spécifiques à la Chine, au Japon, à l'Indonésie et à la Corée. Une version ultérieure inclut également l'arabe.
En juillet 2015, elle disposait d'un catalogue de plus de 30 000 apps pour tous les principaux systèmes d'exploitation, réparties en catégories thématiques et hébergées sur ses propres serveurs, proposant pour chacune d'entre elles une page d'informations fournies par sa propre équipe de rédacteurs et complétées par les avis de ses utilisateurs.
Le site est disponible en douze langues et propose un contenu localisé pour chacune d'entre elles, offrant des téléchargements gratuits de n'importe quel programme dans un environnement facile à naviguer et sécurisé. Pour cela, il utilise les services de VirusTotal, qui fournit des rapports sur tous vos fichiers sur la base des résultats de plus de 50 programmes antivirus. En plus du catalogue d'applications, Uptodown dispose d'un blog d'actualités et de tutoriels liés au monde du logiciel, ainsi que d'une application officielle pour Android.

## Contenu
Uptodown propose tous types d'applications pour Windows, Mac, Ubuntu, iPhone, Android et Webapps (applications web), y compris celles qui ne sont pas autorisées sur Google Play.
Alors que Windows a historiquement été la plateforme avec le plus d'activité et de nombre de téléchargements, Android a dépassé 50% du trafic web en février 2014.